# منتزه عمان القومي

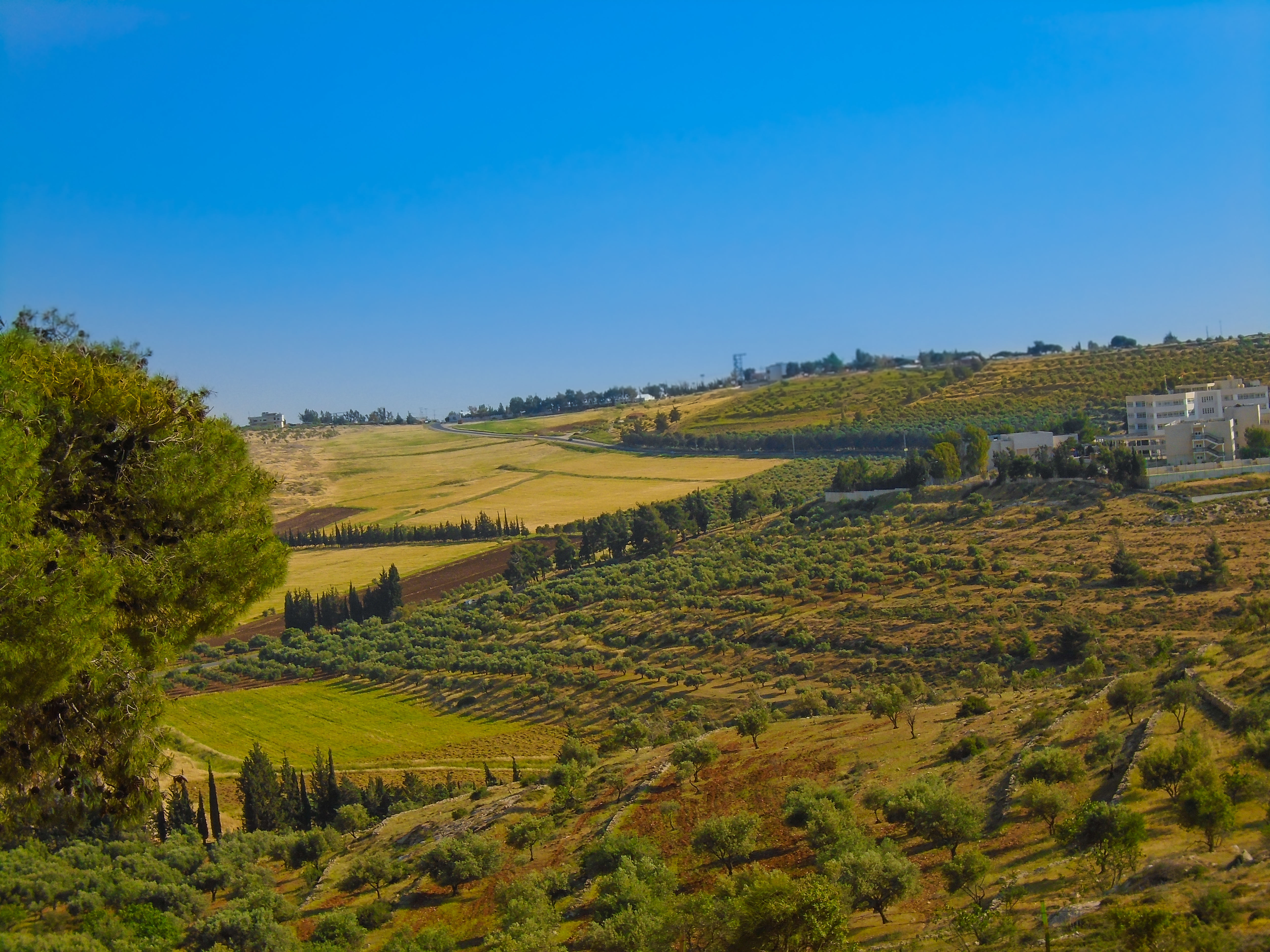

يقع متزه عمان القومي في طريق مطار الملكة علياء الدولي، وهو غابة مليئة بالأشجار وتقع على جبل ويوجد بأسفل الجبل قلعة تاريخية، ويوجد فيه العديد من المرفقات منها :
- أماكن للشواء في كل مكان من المنتزه.
- أماكن مخصصة للأطفال يوجد فيها المراجيح والسحاسيل وغيرها.
- يوجد مدينة ألعاب ترفيهية داخل المنتزه وفيها العديد من الألعاب المخصصة للكبار ويوجد أيضاً ألعاب مخصصة للصغار.
- يوجد مسبح مكشوف بالقرب من المنتزه.
- يوجد ملاعب كرة قدم عشب صناعي وملعب من دون عشب، وملعب كرة سلة.